# William McGregor Paxton
William McGregor Paxton (22. června 1869 Baltimore — 13. května 1941 Boston) byl americký malíř, ve své době uznávaný portrétista a vůdčí osobnost Bostonské malířské školy.
Absolvoval Cowles Art School v Bostonu, studoval také na pařížské École des Beaux-Arts, kde byl jeho učitelem Jean-Léon Gérôme. Po návratu do USA působil jako učitel malířství na Cowles Art School, v Museum of Fine Arts a Fenway Studios. V roce 1899 se oženil se svojí žačkou Elizabeth Vaughan Okie, která byla také modelem mnoha jeho obrazů. Tvořil převážně idealizované zakázkové portréty a žánrové výjevy ze života vyšších vrstev v duchu akademického realismu. Portrétoval dva americké prezidenty, Grovera Clevelanda a Calvina Coolidge. Kritika oceňovala jeho práci se světlem a propracovanost detailů, za svůj vzor označoval Jana Vermeera, byl také zřetelně ovlivněn impresionismem. Stál u zrodu instituce The Guild of Boston Artists, organizující výstavy bostonských umělců. V roce 1928 byl jmenován členem National Academy Museum and School.

## Galerie

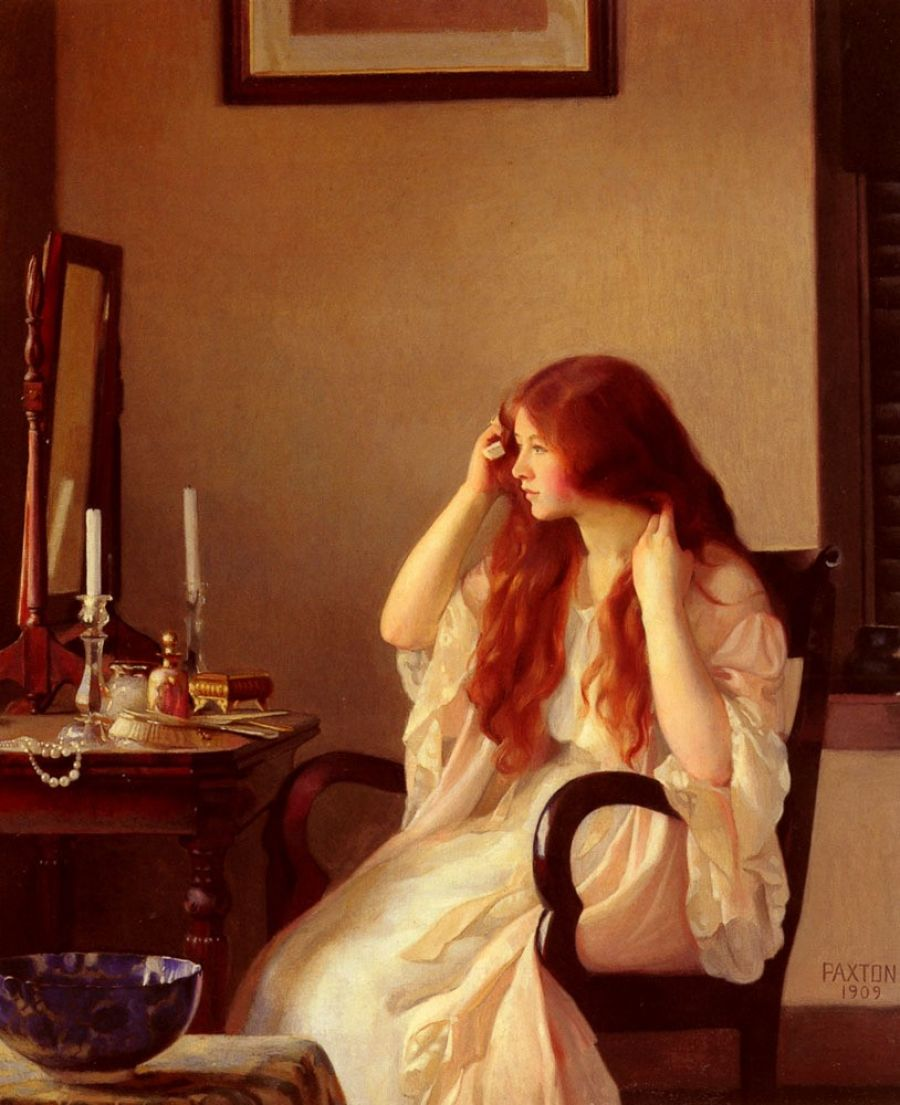
Dívka před zrcadlem, 1909
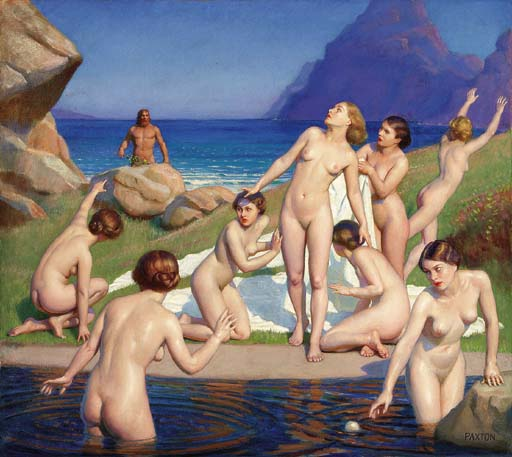
Nausikáa, 1937
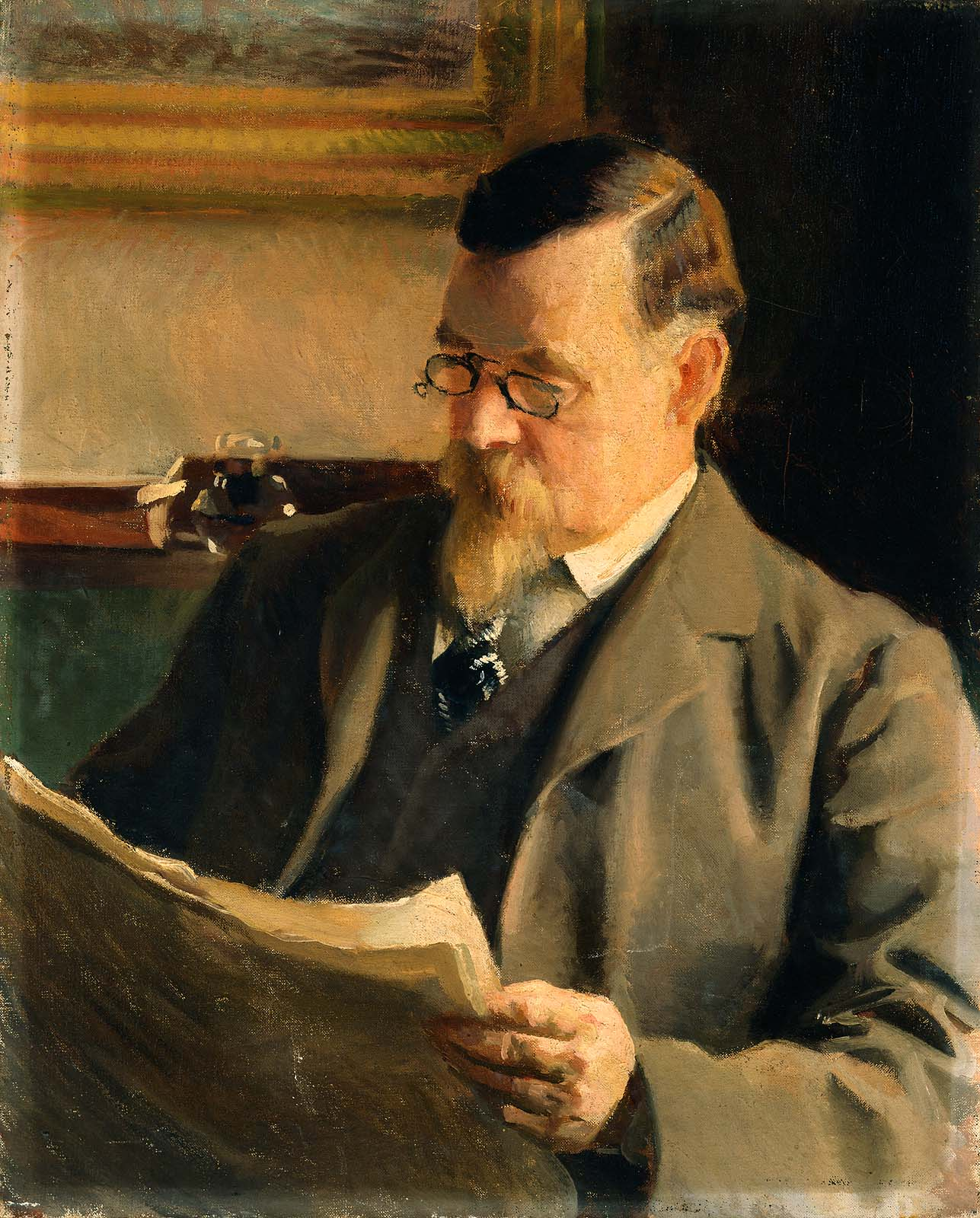
Portrét otce, 1902
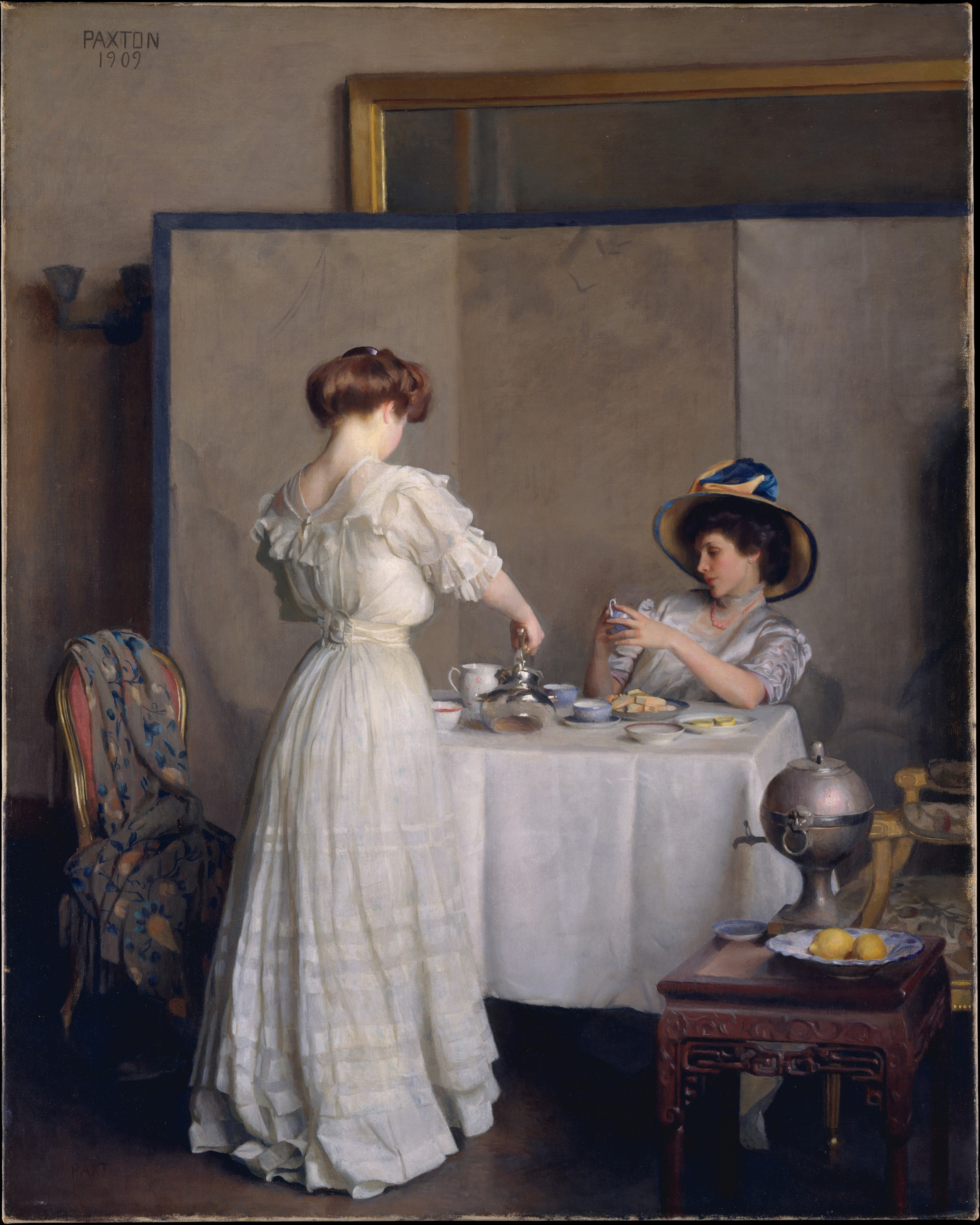
Čajové lístky, 1909